# Peter Weiss (spisovatel)
Peter Weiss (8. listopadu 1916, Nowawes u Postupimi, Německo – 10. května 1982, Stockholm, Švédsko) byl německý spisovatel, básník, výtvarník a filmový režisér s českými rodinnými kořeny a vazbami.

## Život

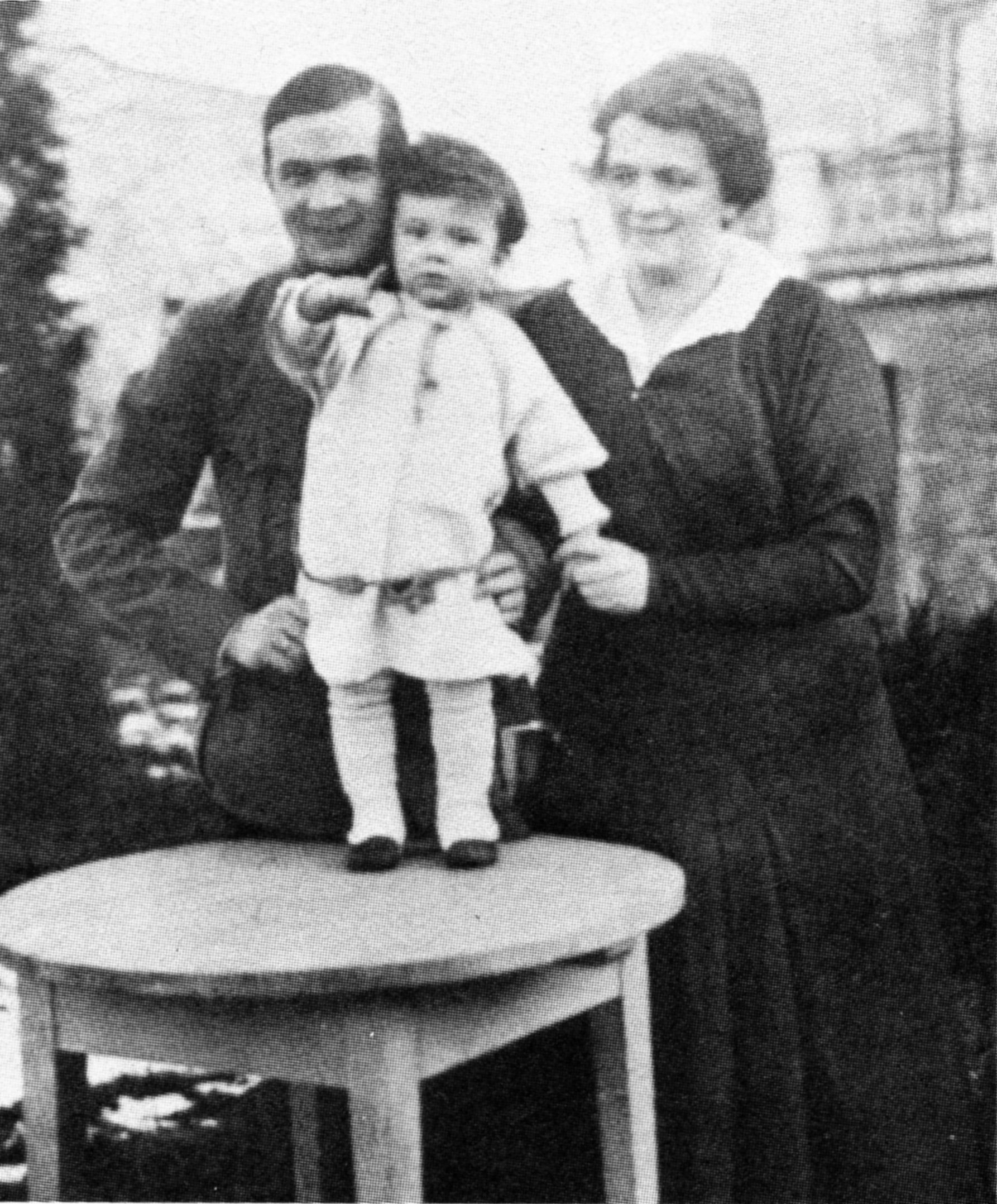
Dvouletý Peter Weiss s rodiči v Přemyšli (1918)

Narodil se v Nowé Wsi u Postupimi jako nejstarší syn herečky švýcarského původu Friedy Weissové, rozené Hummelové (1885-1958) a českého občana Eugena "Jenö" Weisse (1885-1959). Měl dva nevlastní bratry, Arweda (1905-1991) a Hanse (1907-1977), z prvního manželství své matky s architektem Ernstem Thierbachem v Düsseldorfu a Bochumi. Po rozvodu z roku 1912 se Frieda Weissová objevila v letech 1913–1915 po boku Friedricha Wilhelma Murnaua na dívadelním jevišti, mimo jiné jako matka ve hře Gottholda Ephraima Lessinga Emilia Galotti v Německém divadle v Berlíně. V roce 1915 se vzdala své divadelní kariéry, aby založila novou rodinu. Provdala se za maďarského obchodníka s textilem Jenö Weisse, který byl v té době poručíkem c. a k. armády, ležením v Přemyšli v Haliči. Po Petrovi se narodili ještě sourozenci Irene (1920-2001), Margit Beatrice (1922-1934) a Gerhard Alexander (1924-1987).
Po propuštění z vojenské služby se Jenö Weiss s rodinou v roce 1918 přestěhoval do Brém a v letech 1921–1923 žili v Neustadtu. Jenö založil úspěšnou textilní firmu Hoppe, Weiss & Co., která rodině pomohla na počátku 20. let k vysoké životní úrovni. V roce 1920 Jenö Weiss konvertoval ke křesťanství a od té doby rodina židovský původ otce až do roku 1938 nepřiznávala. V roce 1929 se rodina z Brém vrátila do Berlína. Peter Weiss navštěvoval gymnázium Heinricha von Kleista ve Schmargendorfu. Počátkem 30. let 20. století projevil intenzivní zájem o umění a kulturu, přečetl všechna díla Hermanna Hesseho, Thomase Manna i Bertolda Brechta. V kreslířské škole Eugena Spira, člena Berlínské secese, začal malovat. Jeho vzory byli němečtí expresionisté Emil Nolde, Paul Klee a Lyonel Feininger.
Jenö Weiss se tehdy pokusil asimilovat a požádal o německé občanství, protože byl „fascinován Hitlerem a jeho pohrdáním komunismem.“ Peter Weiss se teprve náhodou od jednoho ze svých nevlastních bratrů dozvěděl, že jeho otec je Žid. Pro nejistou budoucnost Peter z gymnázia přestoupil na obchodní školu v Rackowě, aby se naučil praktické dovednosti jako psaní na stroji a stenografie. Weissova rodina po vyhlášení norimberských zákonů v roce 1934 z Německa emigrovala do Londýna, kde Peter navštěvoval Polytechnickou školu fotografie, protože rodiče očekávali, že se fotografováním může uživit. Weiss v té době maloval obrazy a uspořádal svou první soukromou výstavu. V roce 1936 se rodina přestěhovala do severočeského Varnsdorfu. Petr měl stejně jako jeho otec a sourozenci již od roku 1918 československé občanství. Začal psát první rukopisy a současně malovat.
V letech 1934–1938 se Weiss osamostatnil a žil v Praze, kde nastoupil ke studiu malířství na Akademii výtvarných umění do ateliéru prof. Willyho Nowaka. Roku 1939 je evidován mezi absolventy.  Zároveň psal rukopis Skruwe a v lednu 1937 oslovil svůj vzor, Hermanna Hesseho a navštívil ho v Montagnole v Ticinu. Weissovy texty z tohoto období čerpají z Hesseho poezie a obraznosti. Za dva obrazy dokonce získal v roce 1938 Cenu Akademie.
Po Mnichovské dohodě se Peter Weiss nemohl vrátit do sudetského Varnsdorfu. S rodiči se legálně vystěhoval nejprve do Borås a poté do Alingsås v jižním Švédsku. Eugen Weiss se stal generálním ředitelem nové textilní továrny (SILFA) v Alingsåsu. Peter odjel v únoru 1939 do Švédska a živil se jako návrhář textilních vzorů v otcově továrně.
Koncem roku 1940 se přestěhoval do Stockholmu, kde žil převážně až do své smrti. Kromě novináře Maxe Bartha, sochaře Karla Helbiga a lékaře Maxe Hodanna se s ostatními emigranty téměř nestýkal a zůstával vykořeněný, na okraji politické emigrace. Věnoval se své umělecké tvorbě. V březnu 1941 měl první oficiální výstavu obrazů v Mässhallen ve Stockholmu. Po silné kritice se dostal do první tvůrčí krize, v níž roku 1941 vyhledal na několik týdnů psychoanalýzu u Iwana Bratta v Alingsåsu. Pak odcestoval do Itálie, kde jako cizinec neevidován vykonával drobné práce, mimo jiné jako pomocník při sklizni. V roce 1942 začal studovat na Stockholmské umělecké akademii a v roce 1943 se oženil se švédskou malířkou a sochařkou Helgou Henschenovou (1917–2002). V roce 1944 se jim narodila dcera Randi-Maria (zvaná Rebecca). V roce 1944 se zúčastnil výstavy "Konstnärer i landsflykt“ (Umělci v exilu) ve Stockholmu[ a v Göteborgu. V roce 1946 Weiss nějaký čas žil s dánským umělcem a spisovatelem Le Klintem. 8. listopadu téhož roku obdržel švédské občanství a hostoval na Akademii umění ve Stockholmu (Kungliga Akademien för de fria konsterna).
V roce 1947 vydal Weiss u renomovaného stockholmského nakladatele Alberta Bonniera svazek třiceti básní v próze s názvem Od ostrova k ostrovu. Jako dopisovatel Stockholmského týdeníku napsal sedm zpráv ze zdevastovaného Berlína. Manželství s Helgou Henschen v roce 1947 skončilo rozvodem, v roce 1949 se oženil s dcerou španělského diplomata Carlotou Dethorey (nar. 1928), protože se jim v roce 1949 narodil syn Paul. Napsal jednoaktovku Rotundan (Věž).
Od roku 1952 Weiss působil jako přednášející na stockholmské „Högskola“ (nyní Univerzita ve Stockholmu) a vyučoval filmovou teorii a praxi a teorii výtvarného umění Bauhausu. Natočil experimentální filmy Studie I, II, III, IV a V. Své filmově teoretické úvahy shrnul v knize Avantgardní film (1956). Do roku 1961 natočil celkem 16 dokumentárních filmů, v nichž se snažil spojit sociální angažovanost a avantgardní uměleckou praxi. V krátkých filmech jako Ansikten i skugga (Tváře ve stínu) o životě strádajících lidí ve Stockholmu a Enligt lag (Ve jménu zákona) o životních podmínkách ve věznici pro mládež v Uppsale, Weiss použil dokumentární záběry každodenního života. V roce 1959 natočil celovečerní film Hägringen (Fata Morgana) podle knihy Der Vogelfreie, své nejvýznamnější filmové dílo. Následující rok se podílel na scénáři komerčního velkofilmu Švédské dívky v Paříži s Barbro Bomanem, u kterého Weiss pomáhal film režírovat.
Weissova umělecká činnost ve Švédsku byla pilná, ale z velké části neúspěšná. Teprve v roce 1962 vydaný román Bod úniku byl oceněn švýcarskou cenou Charlese Veillona. V souvislosti s oběma autobiografickými díly byl Peter Weiss v říjnu 1962 poprvé účastníkem setkání Gruppe 47, skupiny významných současných literátů.

## Literární dílo
- Stín vozkova těla, 1960
- Rozloučení s rodiči, 1961
- Bod úniku, 1962
- Rozhovor tří chodců, 1963
- Estetika odporu[5] – trilogie
- Básně v próze

## Divadelní hry
- Věž (1947), jednoaktovka

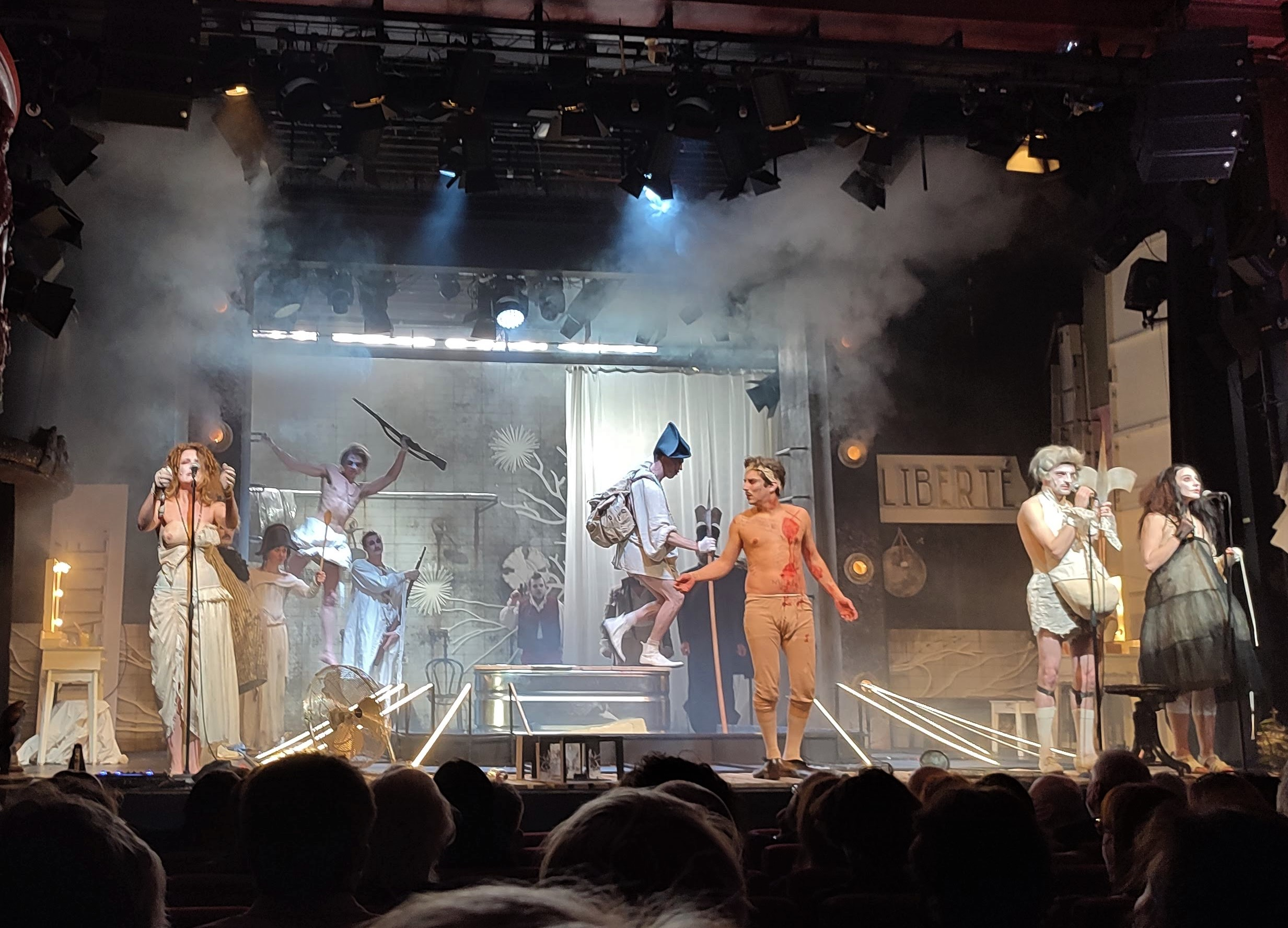
Marat/Sade, divadlo Rokoko Praha, premiéra 12.3.2022, režie Vladimír Morávek

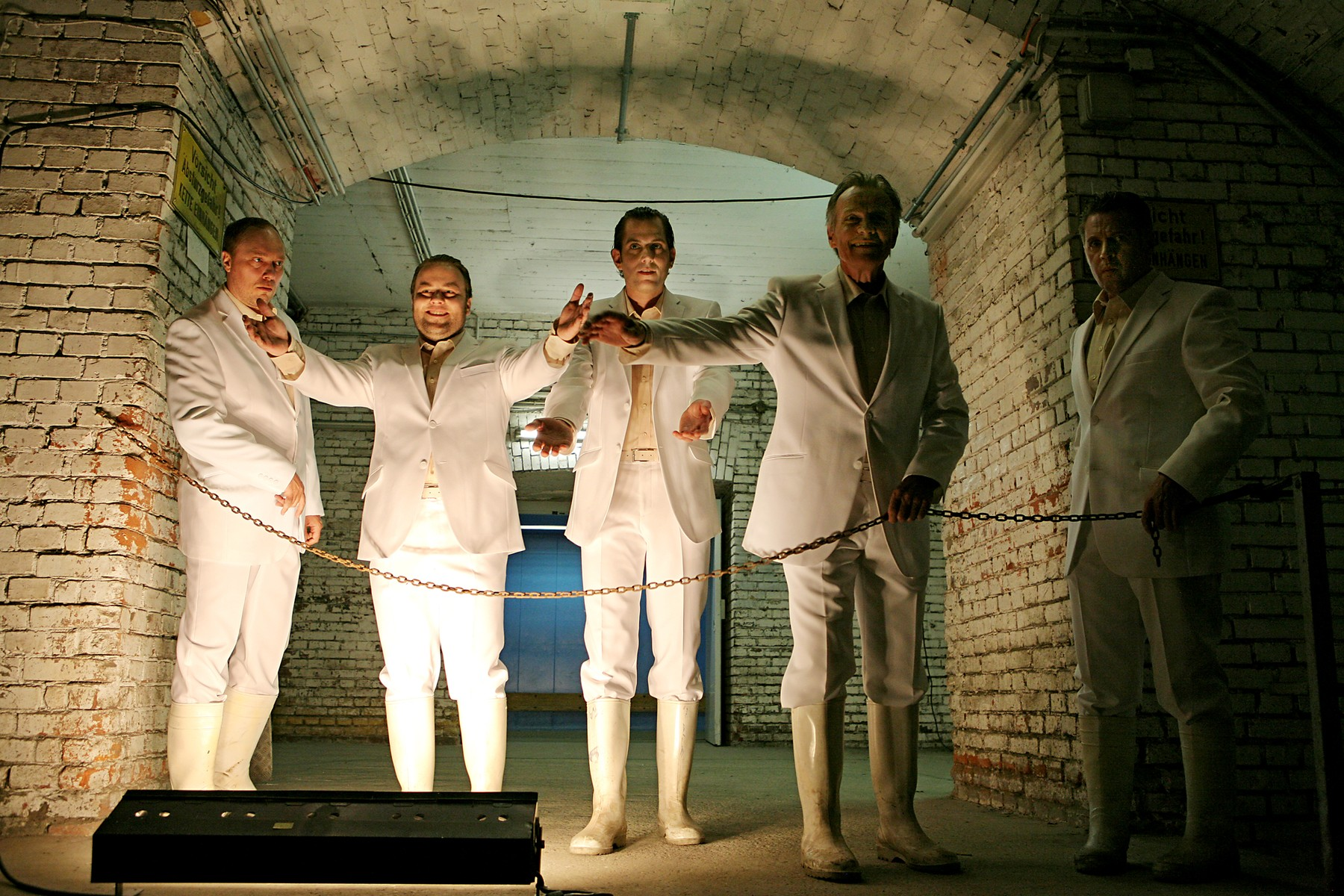
Přelíčení, divadlo Norimberk, červen 2009, režie: Kathrin Mädler (fotograf: Marion Bührle)

- Pronásledování a zavraždění Jeana Paula Marata provedené divadelním souborem blázince v Charentonu za řízení markýze de Sade, drama z roku 1964, pravděpodobně nejznámější autorovo dílo. Bývá uváděno pod zkráceným titulem Marat/Sade. Hra probíhá ve třech časových rovinách: první v charentonském divadle roku 1808, druhá kolem Maratova zavraždění roku 1793 a třetí s diváky jako současná. Zajímavá je kombinace charakterů původních hrdinů s projevy diagnózy herců-bláznů: Marat je paranoik, vražedkyně Charlotta Cordayová trpí strachem ze své role a somnambulismem, dva herci mají stejnou roli: "touhu stát se markýzem de Sade"; zpívající Rossignol se snaží ubohé výkony herců pozvednout svým básnickým a pěveckým výkonem. Weiss postavil tuto hru především na protikladu dvou postav (Marat-Sade), ideálů, principů a Maratova citátu: „Násilí je nutné k nastolení řádu, ve kterém násilí již nebude“. Představení jsou přítomni jako diváci ředitel ústavu Coulomier s manželkou, kteří vstupují do děje snahou o cenzuru svobodomyslných textů podle předpisů nové vlády Napoleonovy. [6]

Hra měla premiéru v Schillerově divadle v Berlíně roku 1964, po obrovském úspěchu byla postupně uvedena asi ve stovce inscenací a světovou proslulost jí přineslo filmové zpracování Petera Brooka z roku 1967. Česká premiéra se konala 21. května 1965 ve Státním divadle v Brně v režii Evžena Sokolovského, dále byla uvedena roku 1990 v Činoherním studiu v Ústí nad Labem a v roce 2011 v Ostravě. Zatím naposledy nastudoval hru režisér Vladimír Morávek v pražském divadle Rokoko s podtitulem Co by byla revoluce bez velké všeobecné kopulace, v hlavní roli s Martinem Donutilem, unikátní pěvecký doprovod celého večera zkomponoval Michal Pavlíček, premiéra byla 12. března 2022.
- Přelíčení (Ermittlung) – 1965, tématem je frankfurtský proces s osvětimskými zločinci, který se konal roku 1964. Hra má podobu soudního procesu, hlavními aktéry jsou soudce, obžalovaní, obhájci, bývalí vězni z Osvětimi (zde v roli svědků) a jejich dozorci (zde v roli obžalovaných). Hra je věcná, konkrétní, bez emocí. Hra si nekladla za cíl obnovovat proces, ani nechce nic hodnotit, pouze chce konstatovat fakta v poměrně drsné a syrové podobě. Což jí dodává na působivosti.

## Ostatní žánry
Mimo literární tvorbu režíroval několik experimentálních filmů, pracoval jako výtvarník, malíř, designér a ilustrátor – kolážista. Jeho výtvarné práce byly ovlivněny surrealismem.